# Instant Messaging

Logo von ICQ

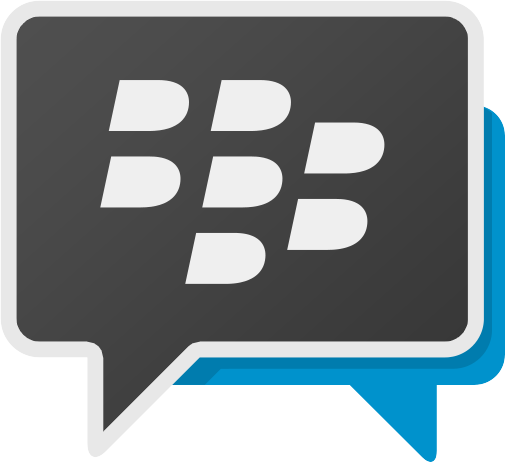
Logo von Blackberry Messenger / BlackBerry Messenger Enterprise

Logo von WhatsApp

Logo von Signal Messenger

Instant Messaging [ˌɪnstənt ˈmɛsɪdʒɪŋ] (kurz IM; englisch für sofortige Nachrichtenübermittlung; auch Nachrichtensofortversand) ist eine Kommunikationsmethode, bei der sich zwei oder mehr Teilnehmer online durch das gegenseitige Versenden von Nachrichten unterhalten. Instant Messaging ist heute einer der meistgenutzten Internetdienste.
Beim Instant Messaging löst der Absender die Übermittlung aus (sogenanntes Push-Verfahren), sodass die Nachrichten möglichst unmittelbar (englisch „instant“) beim Empfänger ankommen. Damit Nachrichten übertragen werden können, müssen die Teilnehmer mit einem Computerprogramm (genannt Client) über ein Netz wie das Internet direkt oder über einen Server miteinander verbunden sein. In der Regel können Nachrichten auch abgeschickt werden, wenn der Gesprächspartner gerade nicht online ist; die Nachricht wird dann vom Server zwischengespeichert und später an den Empfänger ausgeliefert, wenn dieser wieder erreichbar ist.
Viele Instant-Messenger unterstützen zusätzlich die Übertragung von Dateien und Audio- und Video-Streams.
Benutzer können sich gegenseitig in ihrer Kontaktliste führen und sehen dann an der Präsenzinformation, ob der andere zu einem Gespräch bereit ist.

## Begriff
Der Ausdruck „Instant Message“ wurde von Paul Linebarger geprägt. Er beschrieb damit in seinen Science-Fiction-Geschichten aus den 1960er Jahren Nachrichten, die mit Überlichtgeschwindigkeit über interstellare Distanzen hinweg verschickt werden konnten. Seine „sofortigen Nachrichten“ galten als extrem teuer, und er schrieb einige Episoden, die die Unerschwinglichkeit dieser Nachrichten zum Thema hatten.

## Dienste
Als erster Internet-weiter Instant-Messaging-Dienst gilt das 1996 gestartete ICQ. Instant Messaging ist eine sehr verbreitete Telekommunikationsform, insbesondere als Ersatz für den (mit Zusatzkosten seitens der Netzanbieter verbundenen) SMS (Short Message Service) im Mobilfunk. Mit zunehmender Verbreitung von Smartphones und Internetzugängen mit mobilen Geräten wuchs IM zu einem der meistgenutzten Dienste auf Mobilgeräten. Blackberry Messenger (heute BlackBerry Messenger Enterprise) gilt mit seiner Erstveröffentlichung im August 2005 als erster Instant-Messaging-Dienst für Mobilgeräte. Blackberry Messenger war zunächst nur für die Kommunikation zwischen BlackBerry-Smartphones zugelassen, bevor sich das Unternehmen im Jahr 2013 schließlich dazu entschloss, die Messaging App auch für Android (Betriebssystem) und IOS (Betriebssystem) zu veröffentlichen. Die zunehmende Verbreitung von Smartphones, die Snowden-Enthüllungen sowie Facebooks Aufkauf des populären Messaging-Dienstes WhatsApp (siehe auch Überwachungskapitalismus) führten zu großer Nachfrage nach Ende-zu-Ende-verschlüsselten IM-Diensten und zur Entwicklung von zahlreichen neuen verschlüsselten Alternativanbietern, die oft auch als Open Source verfügbar sind. Der seit wenigen Jahren weltweit verbreitetste Messaging-Dienst, der diese beiden Kriterien erfüllt, ist Signal. Der weltweite erste Instant Messenger, der den quantum-computing sicheren Algorithmus McEliece-Kryptosystem quelloffen eingebaut hat, ist der Messenger Smoke.

## Protokolle
Benutzer können nur mit Gesprächspartnern kommunizieren, die dasselbe Protokoll benutzen.
Die meisten IM-Dienste benutzen eigene, proprietäre Protokolle wie zum Beispiel ICQ, WhatsApp und Skype.
Daneben gibt es offene Protokolle wie IRC, XMPP, WebRTC und das Echo-Protokoll oder auch Tox. Viele sind mehrheitlich in offenen Standards als RFCs definiert. Für diese offenen Protokolle gibt es eine Vielzahl von verschiedenen Clients für diverse Betriebssysteme. Die Benutzer sind somit nicht an einen bestimmten IM-Dienst gebunden, sondern lediglich an ein offenes und standardisiertes Protokoll. – Als Analogie kann der Vergleich mit dem ebenfalls föderierten E-Mail-System dienen, bei dem der Benutzer lediglich an offene und standardisierte Anwendungsprotokolle wie SMTP, POP3 oder IMAP, aber nicht an einen bestimmten Anbieter gebunden ist.
Zunehmend sind die Instant-Messaging Protokolle auch Ende-zu-Ende verschlüsselt, wie es bei der quell-offenen und sehr elaborierten Encryption-Suite für Instant Messaging und E-Mail namens „Spot-On“ der Fall ist.

## Nutzerzahlen
Zu den meistbenutzten Instant-Messaging Diensten gehören WhatsApp mit monatlich 2.30 Milliarden aktiven Nutzern, gefolgt von WeChat mit 1.37 Milliarden und Facebook Messenger mit 1.25 Milliarden. Weitere Dienste sind Telegram mit 950 Millionen Nutzenden und Snapchat mit 850 Millionen.